# Baza, Granada
Baza là một đô thị trong tỉnh Granada, Tây Ban Nha. Đô thị này có 21.000 dân (2003).